# Distrikt Colcabamba (Tayacaja)
Der Distrikt Colcabamba ist ein in der Provinz Tayacaja der Region Huancavelica in Zentral-Peru gelegener Distrikt. Er hat eine Fläche von 325 km². Beim Zensus 2017 lebten 11.068 Einwohner im Distrikt. Die Distriktverwaltung befindet sich in der auf einer Höhe von 2979 m gelegenen Kleinstadt Colcabamba mit 2747 Einwohnern (Stand 2017). Colcabamba liegt etwa 20 km östlich der Provinzhauptstadt Pampas sowie knapp 70 km südöstlich der Großstadt Huancayo. Am 14. November 2014 wurden die neu gegründeten Distrikte Andaymarca (östlich des Río Mantaro) und Quichuas (im Süden des Distrikts Colcabamba) aus dem Distrikt Colcabamba herausgelöst. Im Distrikt befindet sich die Talsperre Cerro del Águila sowie die Wasserkraftwerke  Santiago Antúnez de Mayolo und Restitución des Kraftwerkskomplexes Mantaro. Der Distrikt nennt sich deshalb auch Capital Energetica del Peru („Energie-Hauptstadt Perus“).

## Geographische Lage
Der Distrikt Colcabamba liegt in der peruanischen Zentralkordillere im Nordosten der Provinz Tayacaja. Der Unterlauf des Río Mantaro fließt entlang der östlichen Distriktgrenze nach Norden.
Der Distrikt Colcabamba grenzt im Süden an den Distrikt Quichuas, im Westen an den Distrikt Daniel Hernández, im Norden an den Distrikt Andaymarca sowie im Osten an den Distrikt Chinchihuasi (Provinz Churcampa). 